# 貝濟門納河
贝济门纳河（烏克蘭語：Безіменна），是烏克蘭的河流，位於該國東部，流經頓涅茨克州，發源自普里莫爾斯凱，最終注入亞速海，河道全長34公里，流域面積193平方公里。